# 내림 주름창자
인간과 동족 영장류의 해부학에서 내림 주름창자(descending colon, 내림결장, 하행결장, 내림창자) 또는 내림 잘록창자는 왼 창자 굽이에서 엉덩뼈 능선 수준까지 뻗어 있는 주름창자의 일부이다(그러면 구불 주름창자로 전환된다). 소화계에서 내림 주름창자의 기능은 곧창자로 비워질 소화된 음식의 잔여물을 저장하는 것이다.
내림 주름창자는 신체의 왼쪽에 있다(기형이 없는 한). 왼쪽 주름창자(left colon)라는 용어는 정확한 용어 사용 측면에서 내림 주름창자에 대한 상위어이다. 왼쪽 주름창자에 대한 많은 일상적인 언급은 주로 내림 주름창자와 관련이 있다.

## 같이 보기
- 주름창자
- 구불 주름창자
- 주름창자 굽이